# Jacob Theodor Klein
Jacob Theodor Klein (ur. 15 sierpnia 1685 w Królewcu, zm. 27 lutego 1759 w Gdańsku) – niemieckojęzyczny naukowiec i dyplomata, który w wieku 27 lat zamieszkał w Gdańsku.

## Życiorys
Był synem Jakoba Kleina, radcy sądowego i Doroty z domu Munkenbeck. W latach 1701–1706 studiował prawo i matematykę w Królewcu, następnie przez kilka lat podróżował po Europie, studiując na kilku uniwersytetach, sześć miesięcy spędził w Anglii, odwiedził Niderlandy, Tyrol i Austrię. W czasie tej podróży zainteresował się naukami przyrodniczymi, zwłaszcza zoologią. Do Gdańska wrócił w 1712 roku. W kolejnych latach pełnił szereg funkcji publicznych, był m.in.: sekretarzem rady miejskiej (1713–1758), rezydentem Gdańska przy dworze Augusta II w Dreźnie i w Warszawie (1714–1716), był posłem gdańskim do cara Piotra I (1716) oraz posłem na dwór pruski w Berlinie i angielski w Hanowerze (1716–1718). Był trzykrotnie żonaty.
Po powrocie do Gdańska w 1712 Klein zajął się botaniką. Utrzymywał żywe kontakty m.in. z Karolem Linneuszem. Założył ogród botaniczny i szklarnie na Langgarten (obecnie osiedle Długie Ogrody). Uprawiał tam m.in. kawę i udało mu się doprowadzić do jej owocowania, prawdopodobnie jako pierwszemu w Europie. Próbki swojej uprawy przesłał wielu władcom i uczonym europejskim, m.in. Fryderykowi II Wielkiemu, który w czasie swojej podróży do Królewca zatrzymał się w mieszkaniu Kleina w Gdańsku. W ogrodzie uprawiał ok. 340 gatunków i odmian roślin, których wykazy opublikował w kolejnych katalogach z lat 1722, 1724 i 1726. Przy ogrodzie, w oddzielnym budynku, stworzył muzeum przyrodnicze z bogatą kolekcją bursztynów, skamieniałości i zbiorów geologicznych. Zbiór bursztynów, który Klein sprzedał Augustowi III w Dreźnie, uległ zniszczeniu w pożarze w 1849 roku. Pozostałą część kolekcji kupił od Kleina w 1740 roku margrabia z Bayreuth. Klein prowadził także herbarium: jedna z jego części trafiła do Bawarii, inna – do zbiorów Towarzystwu Przyrodniczego w Gdańsku. Niektóre z zasuszonych roślin z Kleinowskich zbiorów zielnikowych zachowały się do naszych czasów w Norymberdze-Erlangen. Później zajmował się głównie zoologią i geologią.
Napisał ponad 80 prac przyrodniczych z różnych dziedzin, był członkiem kilku towarzystw naukowych w Europie (m.in. w Londynie, Petersburgu i Jenie). Był jednym z dziewięciu założycieli Towarzystwa Przyrodniczego w Gdańsku (Societas physicae experimentalis), które powstało 2 stycznia 1743 roku, a w roku 1753 zmieniło nazwę na Naturforschende Gesellschaft in Danzig. Klein uznawany był za jednego z najwybitniejszych systematyków przed Linneuszem. Opracował własny system klasyfikacji gatunków, który jednak nie zdobył szerszego uznania.
Linneusz na jego cześć nazwał rodzaj Kleinia z rodziny astrowatych.
Jacob Theodor Klein jest patronem tramwaju Pesa Swing 120NaG SWING Gdańskich Autobusów i Tramwajów o numerze bocznym 1034.

## Publikacje
- Natürliche Ordnung und vermehrte Historie der vierfüssigen Thiere. Schuster, Danzig 1760 p.m.
- Vorbereitung zu einer vollständigen Vögelhistorie. Schmidt, Leipzig, Lübeck 1760 p.m.
- Stemmata avium. Holle, Leipzig 1759.
- Natürliche Historie des Kaffeebaumes und dessen Anbau in Danzig. Versuche und Abhandlungen der Naturf.-Gesellsch. Danzig. III Teil.
- Tentamen herpetologiae. Luzac jun., Leiden, Göttingen 1755.
- Doutes ou observations de M. Klein, sur la revûe des animaux, faite par le premier homme, sur quelques animaux des classes des quadrupedes & amphibies du systême de la nature, de M. Linnaeus. Bauche, Paris 1754.
- Ordre naturel des oursins de mer et fossiles, avec des observations sur les piquans des oursins de mer, et quelques remarques sur les bélemnites … Bauche, Paris 1754.
- Tentamen methodi ostracologicæ  sive  Dispositio naturalis cochlidum et concharum in suas classes, genera et species. Wishoff, Leiden 1753.
- Quadrupedum dispositio brevisque historia naturalis. Schmidt, Leipzig 1751.
- Historiae avium prodromus. Schmidt, Lübeck 1750.
- Mantissa ichtyologica de sono et auditu piscium  sive  Disquisitio rationum, quibus autor epistolae in Bibliotheca Gallica de auditu piscium, omnes pisces mutos surdosque esse, contendit. Leipzig 1746.
- Historiæ piscium naturalis promovendæ missus quartus de piscibus per branchias apertas spirantibus ad justum numerum et ordinem redigendis. Gleditsch & Schreiber, Leipzig, Danzig 1744.
- Summa dubiorum circa classes quadrupedum et amphibiorum in celebris domini Caroli Linnaei systemate naturae. Leipzig, Danzig 1743.
- Naturalis dispositio echinodermatum. Schreiber, Danzig 1734.
- Descriptiones tubulorum marinorum. Knoch, Danzig 1731.
- An Tithymaloides frutescens foliis Nerii etc. nec Cacalia, nec Cacaliastrum? Gedani, 1730.
- Fasciculus plantarum rariorum et exotic priori auctori 1724 ex horto Kleiniano. Gedani, 1726.